# Hey! Hello! (album)
Hey! Hello! è l'album di debutto dell'omonima band hard rock britannico-statunitense. L'album, registrato durante tutto il 2012, è stato pubblicato il 23 luglio 2013.

## Registrazione
L'album è stato registrato in due sessioni separate. La prima sessione è stata registrata a Newcastle da Ginger Wildheart, in cui ha inciso tutte le parti musicali e la propria parte vocale. Dopo il missaggio di Russ Russell, l'album venne inviato a New York, dove Victoria Liedtke ha registrato le proprie parti vocali.

## Tracce
1. Black Valentine – 3:58
2. Feral Days – 3:41
3. Why Can't I Be Me Without You? – 2:57
4. Swimwear – 2:17
5. Burn the Rule Book (Fuck It) – 2:52
6. Lock for Rock (And Other Spirting Clichés) – 4:06
7. The Thrill of It All – 4:18
8. How I Survived the Punk Rock Waves – 3:20
9. I'm Gonna Kiss You Like I'm Going Away – 3:56
10. We're Outta Here – 5:16

## Formazione
- Victoria Liedtke - voce
- Ginger Wildheart - voce, chitarra, basso, batteria

## Classifiche
| Classifica! | Posizione massima |
| ----------- | ----------------- |
| Regno Unito | 37                |